# Mariam Eniola Bolaji
Mariam Eniola Bolaji (Ibadán, Nigeria, 21 de septiembre de 2005) es una jugadora de parabádminton y deportista de referencia nigeriana tras sus éxitos en el parabádminton. Es la primera persona africana en ganar una medalla en bádminton y para-bádminton en unos Juegos Paralímpicos, al ganar el bronce en la categoría individual SL3 femenina en los Juegos Paralímpicos de París.

## Biografía
Nació en Ibadán y se crio en el estado de Kwara, Nigeria.Cuando tenía un año, se le quemó la pierna y con 6 años tuvo un accidente, no la curaron adecuadamente, le acortaron el fémur y, desde entonces, no puede apoyar bien la pierna.
Aunque empezó practicando el tenis de mesa, su entrenador le aconsejó que se decantara por el bádminton.Comenzó a jugar a parabádminton con 13 años.Fue seleccionada para su inclusión en el equipo de Parabádminton de Nigeria como jugadora junior, pero debido a la falta de patrocinio, no participó en torneos. Sin embargo, su destino cambiaría en 2019, cuando asistió al Taller de Atletas de Parabádminton de la BCA celebrado en Abuya, Nigeria, y se calificó para el programa de Becas de Participación Femenina de la BWF que le permitió asistir a su primer torneo.

### Trayectoria deportiva
Juega en la categoría SL3 (tercera clase más perjudicada en parabádminton, jugando a media pista).
En el año 2021, con 15 años, debutó con triunfo internacional en el Abierto Internacional de España de parabádminton en Cartagena. Consiguió el primer oro en un torneo internacional para África.En el año 2023 en un clínic celebrado en Egipto, Dina Abouzeid descubrió a Eniola, quien por falta de recursos no competía a nivel internacional, de ahí que no tuviera ninguna posibilidad de crecer y menos aún de poder disputar unos Juegos. Su situación le conmovió y decidió ayudarla.Vio su potencial y habló con la Federación de África para entrenar a Eniola, logrando victorias en cada campeonato en el que ha participado.
Se mantuvo invicta en 2023. Ganó el Internacional de Uganda 2023 antes de colgarse tres medallas de oro en el Campeonato de África de parabádminton, celebrado en Kampala, Uganda.En Dubái ganó a las jugadoras número 2 y número 1.Ganó también en Baréin (oro) y en Egipto (dos oros y una plata).
Deportista de referencia en Nigeria tras sus éxitos en el parabádminton.Jugó en las paraolimpiadas de París 2024, siendo la primera persona jugadora de bádminton y parabádminton africana en ganar una medalla olímpica en este deporte.Logró la medalla de bronce tras derrotar a la ucraniana Oksana Kozyna en dos sets.
En junio de 2024 era la jugadora número 7 del ranking mundial.Y en agosto de 2024, la número 2, en la categoría WS SL3.Es la primera jugadora africana que forma parte del Top 5 del ranking de la Federación Mundial de Para-Bádminton.

### Torneos individuales
| Año-semana | Torneos en WS SL3                                                | Posición |
| ---------- | ---------------------------------------------------------------- | -------- |
| 2024-17    | Para Badminton Internacional 2024, España - I (Vitoria-Gasteiz)  | Oro      |
| 2024-16    | Para Badminton Internacional 2024, España - II (Vitoria-Gasteiz) | Oro      |
| 2024-4     | Para Badminton International 2024, Egipto                        | Oro      |
| 2023-50    | 5th Fazza Dubai Para Badminton International 2023                | Oro      |
| 2023-32    | Africa Para Badminton Championships 2023                         | Oro      |
| 2023-27    | Para Badminton International 2023, Uganda                        | Oro      |
| 2024-35    | Juegos Paralímpicos de París 2024                                | Bronce   |

### Torneos en dobles
| Año-semana | Torneos WD SL3-SU5 con Chinyere Lucky Okoro | Posición |
| ---------- | ------------------------------------------- | -------- |
| 2024-4     | Para Badminton International 2024, Egipto   | Oro      |
| 2023-32    | Africa Para Badminton Championships 2023    | Oro      |

| Año-semana | Torneos XD SL3-SU5 con Chigozie Jeremiah Nnanna | Posición |
| ---------- | ----------------------------------------------- | -------- |
| 2024-4     | Para Badminton International 2024, Egipto       | Oro      |
| 2023-32    | Africa Para Badminton Championships 2023        | Oro      |